# Liste der gambischen Abgeordneten des Panafrikanischen Parlaments
Die Liste der gambischen Abgeordneten des Panafrikanischen Parlaments führt die Mitglieder des Panafrikanischen Parlaments und das Komitee, dem sie angehören, auf.

## Mitglieder des Panafrikanischen Parlaments

### Legislaturperiode 2004–2009
- Jarju, Bintanding
- Jatta, Fabakary
- Kambi, Khalifa
- Kandeh, Mamma
- Sallah, Halifa

### Legislaturperiode 2009–2014
- Kandeh, Mamma, Handel
- Jarju, Bintanding, Gleichstellungsfragen
- Jatta, Tombong, Bildung
- Jatta, Sidia, Bildung
- Jawla, Abdoulie Kanagi, Landwirtschaft